# Java-klass
Java-klassen var en klass av lätta kryssare i den Nederländernas kungliga flotta, med det första fartyget uppkallat efter ön Java i Nederländska Ostindien. Ursprungligen planerades tre fartyg: Java, Sumatra och Celebes. Celebes var tänkt att vara flaggskepp för marinbefälhavaren i Nederländska Ostindien och var därför något större än de andra två fartygen. Kontraktet upphävdes dock med 30 ton material redan förberett (ett nytt fartyg, Zr.Ms. De Ruyter, byggdes senare för att fylla detta behov).
Klassen designades av holländarna med teknisk hjälp av det tyska företaget Krupp och byggdes i Nederländerna. Beväpnade med tio 15 cm kanoner hade de en jämförbar kapacitet med de tyska och brittiska kryssarna från den tiden. Dessa var dock inte monterade i torn, och när kryssarna äntligen sjösattes efter alla de förseningar som orsakades av första världskrigets omvälvningar (Sumatra 1920, Java 1921) hade fartygen redan blivit föråldrade. Trots detta var både Sumatra och Java fortfarande aktiva när andra världskriget bröt ut, främst för operationer i kolonierna. Båda fartygen gick förlorade under kriget: Java torpederades och sänktes av japanerna 1942 i Nederländska Ostindien och Sumatra sänktes som vågbrytare under de allierades invasion av Normandie 1944.

## Design och beskrivning
Nederländernas flotta var i början av 1900-talet inriktad på de koloniala områden som landet hade samlat på sig, främst Nederländska Ostindien. Vid den tiden var Nederländska Ostindien en viktig oljeproducent och en källa till rikedom för Nederländerna. I och med första världskriget och det Japanska imperiets framväxt som en sjömakt i Stilla havet kunde nederländarna dock inte längre mäta sig med större nationer när det gällde att bygga stora, kraftfulla krigsfartyg, utan inriktade sig i stället på fartyg som kunde utföra fördröjande och trakasserande åtgärder tills de fick förstärkning. Designen av de nya kryssarna färdigställdes 1916 och togs fram av nederländska designers med teknisk övervakning från det tyska företaget Krupp och återspeglade tidens layout av kanoner på ett fartyg i kryssarstorlek. Vid den tidpunkt då designen färdigställdes skulle kryssarna ha haft en jämförbar kapacitet med samtida brittiska och tyska designer.
Java-klassen var avsedd att användas i Nederländska Ostindien och utformades med detta i åtanke och var menade att vara de mest kraftfulla fartygen i området. Kryssarna var 155,3 meter långa totalt och 153 meter vid vattenlinjen med en bredd på 16 meter och ett djupgående på 6,1 meter. Kryssarna hade ett standarddeplacement på 6 776 ton och var 8 339 ton vid full last. Enligt planerna skulle kryssarna ha ett maskineri bestående av ett treaxlat system av Germania-växelturbiner som drevs av ånga från åtta oljeeldade Schulz-Thornycroft-pannor. Detta skulle ge fartygen en effekt på 72 000 axelhästkrafter (54 000 kW), vilket skulle göra det möjligt för dem att nå en hastighet på 31 knop (57 km/h). Under byggnadstiden förstörde dock en brand Sumatras maskineri och Germania-turbinerna ersattes av Zoelly-turbiner som senare visade sig vara otillförlitliga. Fartygen hade en kapacitet på 1 200 ton olja, vilket gav Java-klassen en räckvidd på 3 600 nautiska mil (6 700 km) vid 12 knop (22 km/h).
Java-klassen hade ett huvudartilleri bestående av tio Bofors Mk 6-kanoner på 15 cm/50 kaliber som var placerade i enkelfästen, var och en med en framåtriktad kanonsköld. Två kanoner var placerade framför och bakom överbyggnaden längs med centerlinjen med kanonerna "Nr.2" och "Nr.9" monterade ovanför. De övriga sex kanonerna var placerade på tvären, tre på varje sida av överbyggnaden. En bredsida från kryssarna skulle bestå av sju kanoner. 15 cm kanonerna hade en räckvidd på 21 200 meter när de sköt i en vinkel på 29 grader. Som sitt sekundärartilleri hade kryssarna fyra 7,5 cm/55 kaliber kanoner.
Celebes, det tredje fartyget i klassen, skulle byggas enligt en modifierad design. Med ett deplacement på 7 321 ton och en total längd på 158,3 meter var det tänkt att fartyget skulle fungera som eskaderns flaggskepp och ha plats för en flaggman och dennes stab.

### Kritik mot designen
Eftersom designen slutfördes 1916 återspeglade bestyckningen den tidens idéer. Placeringen av kanonerna i enkelfästen byggde på övertygelsen att om en direkt träff mot en kanon bara skulle sätta den kanonen ur funktion, i stället för flera om kanonerna hade varit placerade i torn. Dessutom skyddades kanonerna endast av en framåtriktad kanonsköld. Detta gjordes för att spara vikt, eftersom ytterligare pansar runt kanonerna skulle ha ökat fartygets deplacement. Detta var brister i konstruktionen, eftersom skyttarna lämnades utsatta i strid.

### Modifikationer
Strax efter att ha tagits i bruk utrustades Java och Sumatra för att hantera två Fairey IIID-flygplan som köptes 1924. Fairey-flygplanen visade sig dock inte klara av miljön i Nederländska Ostindien och ersattes 1926 med Fokker C.VII-W-sjöflygplan. 1934-1935 fick de två kryssarna under en större ombyggnad sin fockmast ersatt med en ny rörformad modell som hade ett torn för avståndsmätare ovanpå med en strålkastarplattform. Dessutom togs 7,5 cm-kanonerna bort och ersattes med sex enkelmonterade Bofors Mk III 40 mm-kanoner på Sumatra och åtta på Java. De nya kanonerna monterades aktern. Dessutom lades fyra 12,7 mm kulsprutor till.

## Konstruktion
Tillverkningen av två kryssare godkändes den 15 juli 1915 som en del av det nederländska militärprogrammet för 1915-16. Designarbetet slutfördes 1916 och beställningar gjordes och det första fartyget i klassen, Java, kölsträcktes den 31 maj 1916 vid Schelde-varvet. Det andra fartyget, Sumatra, kölsträcktes den 15 juli 1916 vid Nederlandse Scheepsbouw Maatschappij i Amsterdam. Ett tredje fartyg, Celebes, beställdes med en modifierad design den 14 juni 1917 från Wilton-Fijenoord-varvet i Schiedam. Alla fartyg var uppkallade efter öar i Nederländska Ostindien. Byggandet försenades dock på grund av en rad problem. Materialbrist efter första världskrigets slut, problem bland arbetarna och politisk inblandning i bygget ledde alla till förseningar. Dessutom inträffade en allvarlig brand som förstörde Celebes ursprungliga Germania-turbiner och krävde att de byttes ut mot Zoelly-turbiner. Bygget av Celebes avbröts efter att budgeten för det tredje fartyget försenats och att hennes design befanns vara föråldrad. Endast 81 ton material hade förberetts för Celebes konstruktion och det som hade byggts skrotades på stapelbädden. Trots det nödvändiga utbytet av hennes maskineri var Sumatra det första fartyget som sjösattes den 29 december 1920. Java följde efter den 9 augusti 1921. Java var dock först med att levereras till flottan den 1 maj 1925, medan Sumatra levererades den 26 maj 1926.

## Skepp i klassen

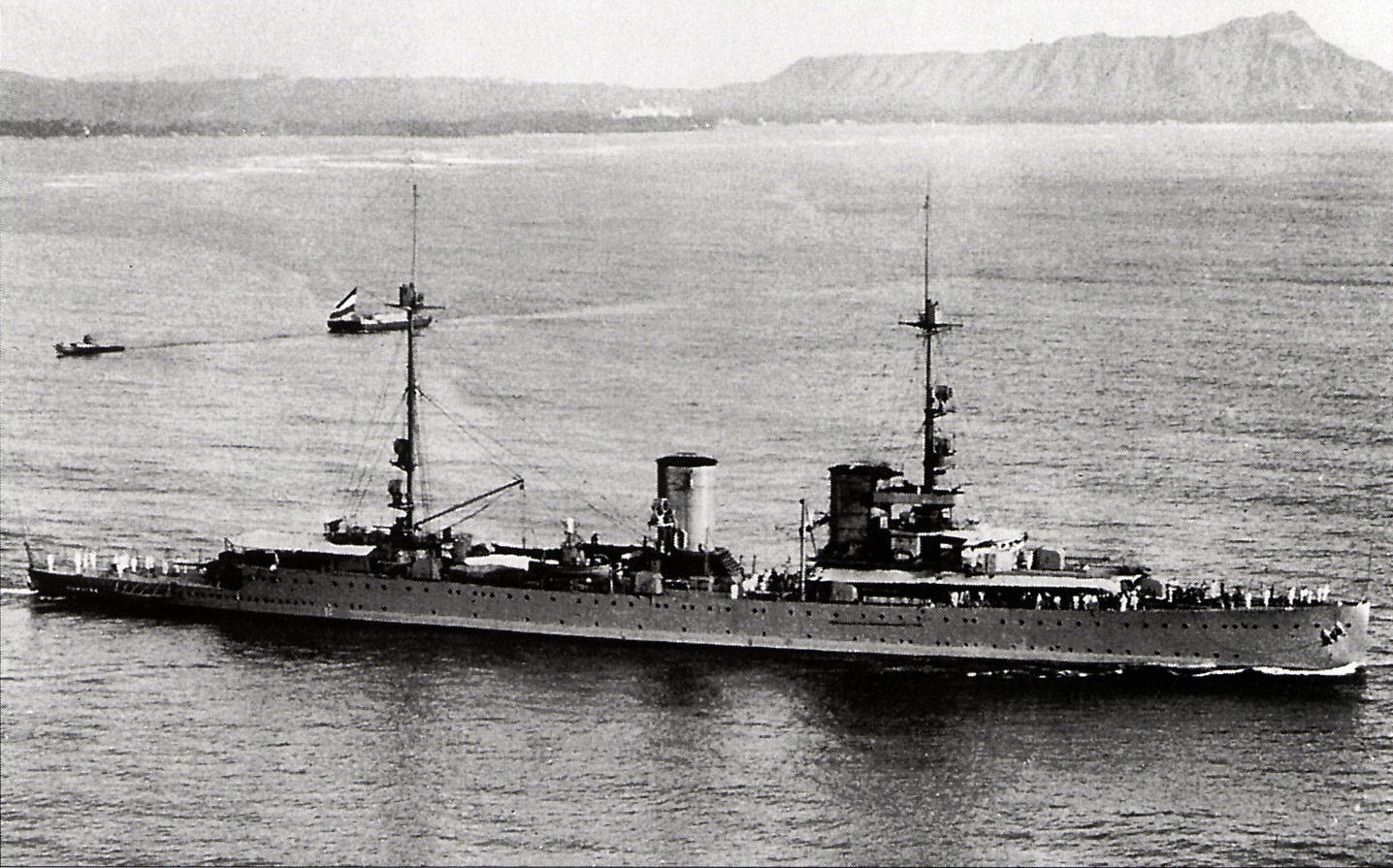
Sumatra

| Namn    | Kölsträckt   | Sjösatt          | Tagen i tjänst | Öde                           |
| ------- | ------------ | ---------------- | -------------- | ----------------------------- |
| Java    | 31 maj 1916  | 9 augusti 1921   | 1 maj 1925     | Sänkt den 27 februari 1942    |
| Sumatra | 15 juli 1916 | 29 december 1920 | 26 maj 1926    | Borrad i sank den 9 juni 1944 |
| Celebes | i.u.         | i.u.             | i.u.           | Avbeställd 1919               |